# Mesityleen
Mesityleen of 1,3,5-trimethylbenzeen is een aromatische verbinding met als brutoformule C9H12. De stof komt voor als een kleurloze aromatische koolwaterstof met een olie-achtige geur. Het is een isomeer van 1,2,3-trimethylbenzeen (hemimelliteen) en van 1,2,4-trimethylbenzeen (pseudocumeen).

## Eigenschappen
Mesityleen is een kleurloze vloeistof met een smeltpunt van −45 °C en een kookpunt van 165 °C. De vloeistof heeft een aromatische, olie-achtige geur en is licht-ontvlambaar. In water lost mesityleen niet op, maar wel in organische oplosmiddelen zoals benzeen, di-ethylether en ethanol.

## Toepassingen en synthese
Mesityleen wordt als oplosmiddel gebruikt voor harsen en rubbers en voor de synthese van antioxidanten. Mesityleen kan geproduceerd worden door aceton vanaf zwavelzuur te distilleren. In de natuur komt het in aardolie en steenkoolteer voor.

## Toxicologie en veiligheid
Boven 40 °C vormt mesityleen met lucht explosieve mengsels. Inhalatie en inname van de stof of dampen kan leiden tot slaperigheid, hoofdpijn, hoesten, lusteloosheid en keelpijn. De stof irriteert de huid, de ogen en het ademhalingsstelsel. De huid wordt ontvet bij langdurige aanraking. De damp werkt in hogere concentraties drogerend.